# 庇塔庫斯

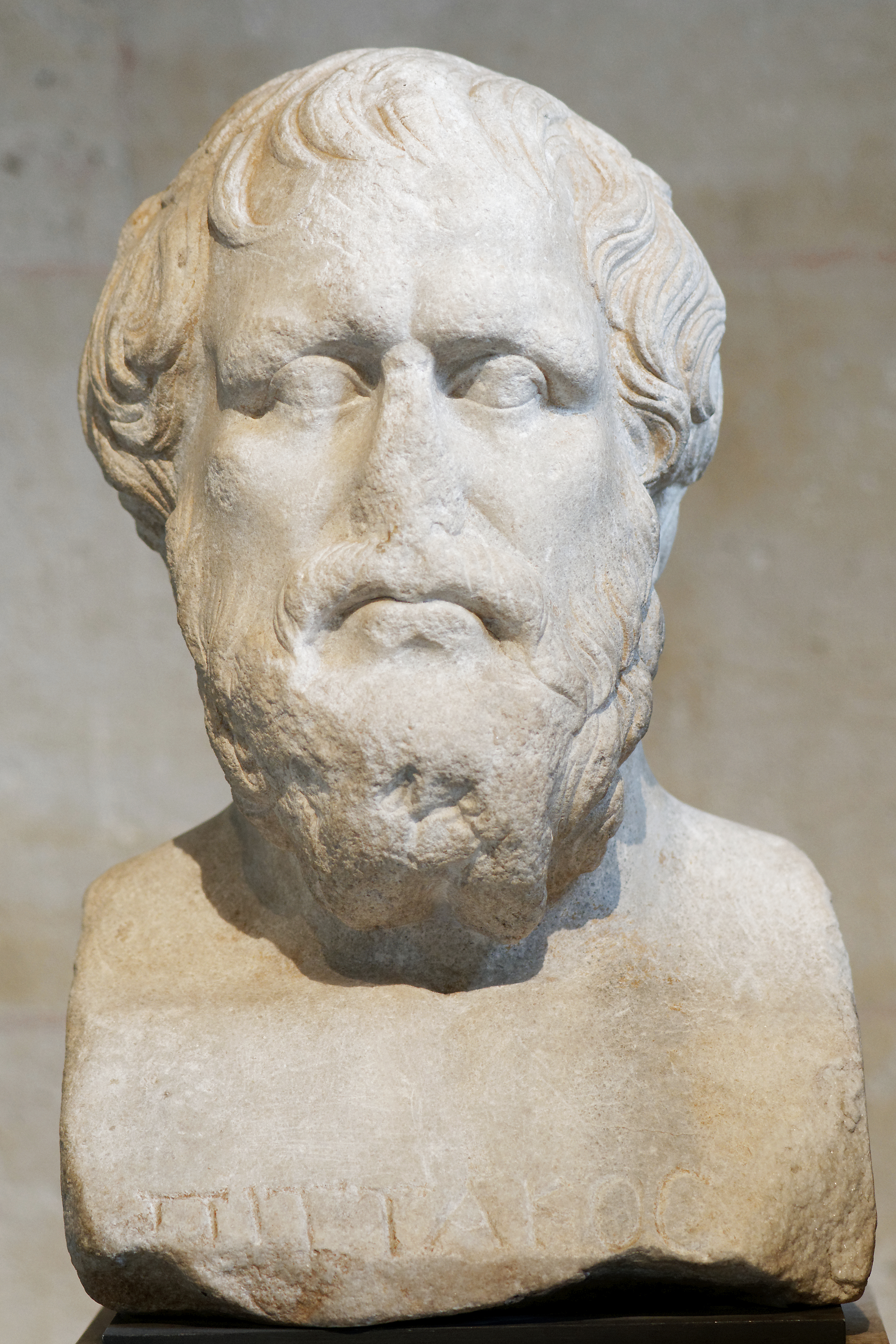
庇塔庫斯的半身像，收藏於羅浮宮

庇塔庫斯（希臘語： Πιττακός，約前640年–前568年），古希臘政治家和軍事領導人，出生於米蒂利尼，古希臘七賢之一。他在阿尔卡尤斯兄弟的帮助下推翻了列斯堡的僭主美兰克鲁斯，成为那里的法律制定者，统治了十年。作为一个温和的民主政治者，庇塔库斯鼓励人们去获得不流血的胜利。但他也阻止被流放的贵族返回家园。